# Demografía de Bután

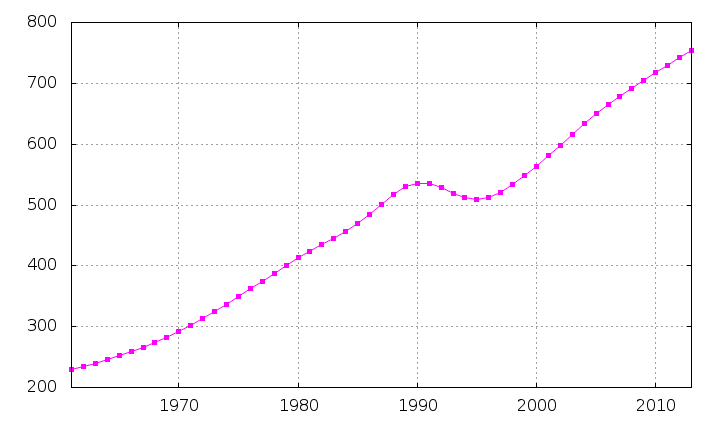
Demografía de Bután, Datos de la FAO, año 2005; número de habitantes en miles.

El gobierno de Bután en 2003 declaró una población de 734.340 en cambio The World Factbook 2.232.291 habitantes. Esta discrepancia es explicada en el país en parte porque cuando accedió a Naciones Unidas alrededor de 1970, se declaró un censo inflado para evitar que el país fuera considerado una micronación. 
Otra teoría alternativa es que los distritos occidentales y centrales del país están subestimando la población de los distritos del sur y el este para mantener su dominio histórico sobre estos territorios. Esta reclamación es hecha por algunos refugiados butaneses. Efectivamente el gobierno no incluye la población de los campos refugiados de Nepal y otras personas forzadas a salir del país que son aproximadamente 125.000.

## Datos estadísticos
Población:
2.232.291

nota:
Otras estimaciones son tan bajas como (julio de 2005 est.)
Distribución por edades:

0-14 años:
39,1% (niños 452.213; niñas 420.675)

15-64 years:
56,9% (hombres 654.109; mujeres 615.431)

más de 65 años 
4% (hombres 45.281; mujeres 44.582) (2005 est.)
Edad Media:

Total: 
20,27 años

Masculina: 
20,11 años

Femenina: 
20,44 años (2005 est.)
Tasa de crecimiento de la población:
- 2,11% (2005 est.)

Tasa de natalidad:
- 34,03 nacimientos/1.000 habitantes (2005 est.)

Tasa de mortalidad:
- 12,94 muertes/1.000 habitantes (2005 est.)

 Tasa neta de Migración: 
- 0 migrante(s)/1.000 habitantes (2005 est.)

Composición por sexo:

en el nacimiento:
1,05 hombre(s)/mujeres

menos de 15 años:
1,08 hombre(s)/mujeres

15-64 años:
1,06 hombre(s)/mujeres

más de 65 años:
1,02 hombre(s)/mujeres

población total:
1,07 hombre(s)/mujeres (2005 est.)
Tasa de mortalidad infantil :
Total: 100,44 muertos/1.000 nacidos vivos 
Masculina: 98,19 muertos/1.000 nacidos vivos
Femenina: 102,81 muertos/1.000 nacidos vivos (2005 est.)
Esperanza de vida al nacer:

población total:
54,39 años

masculina:
54,65 años

femenina:
54,11 años (2005 est.)
Tasa total de fertilidad:
4,81 niños nacidos/mujer (2005 est.)
 sida:
Tasa de prevalencia en adultos: 0,1 % (1999 est)
Personas viviendo con sida: menos de 100 (1999 est)
Muertos: NA
Nacionalidad:

nombre: 
Bhutanés 

adjetivo:
Bhutanés
Grupos Étnicos:
Bhote 50%, étnicamente nepaleses 35% (se incluye a Lhotsampas, uno de los varios grupos étnicos nepalíes), indígenas o tribus nómadas 15%
Religiónes:
Budismo tibetano 75%, Hinduismo de influencia indias y nepalíes 25%
Idiomas:
Dzongkha (idioma oficial), los Bhotes hablan varios dialectos tibetanos, los nepalíes hablan varios dialectos nepalíes 
Alfabetismo:

definición:
mayores de 15 que pueden leer y escribir

Población total:
42,2%

hombres:
56,2%

mujeres:
28,1% (1970 est.)